# Історія Уругваю

Прапор Уругваю

Територія Уругваю була заселена вже кілька тисячоліть тому, а сама назва «Уругвай» виникла ще до прибуття європейців, та означає «річка уру» (уру — вид птахів) або «річка кольорових шиншил» мовою гуарані.
Період власне історії починається з прибуття перших європейців на початку 16 століття. Як Іспанія, так і Португалія намагалися колонізувати цю територію. Португальці заснували місто Колонія-ду-Сакраменту, на протилежному Буенос-Айресу березі річки Ла-Плата, а іспанці — Монтевідео, що пізніше став столицею країни.
Протягом 19 століття країна пережила рух за незалежність, що прокотився у той час по всій Америці. Проте, Уругвай швидко підпав під вплив Бразилії, яка анексувала цю територію в 1821 році. Завдяки конкуруючим претензіям на його територію Аргентини та Бразилії, Уругваю вдалося знов отримати незалежність в 1828 році та підтримати її, балансуючи між впливом сильних сусідів.
Як і багато латиноамериканських країн, Уругвай пройшов через епоху правління каудільйо та диктатури 20-го століття. Проте, з 1985 року країна вступила на демократичний шлях розвитку.

## Доколумбовий Уругвай та початок колонізації

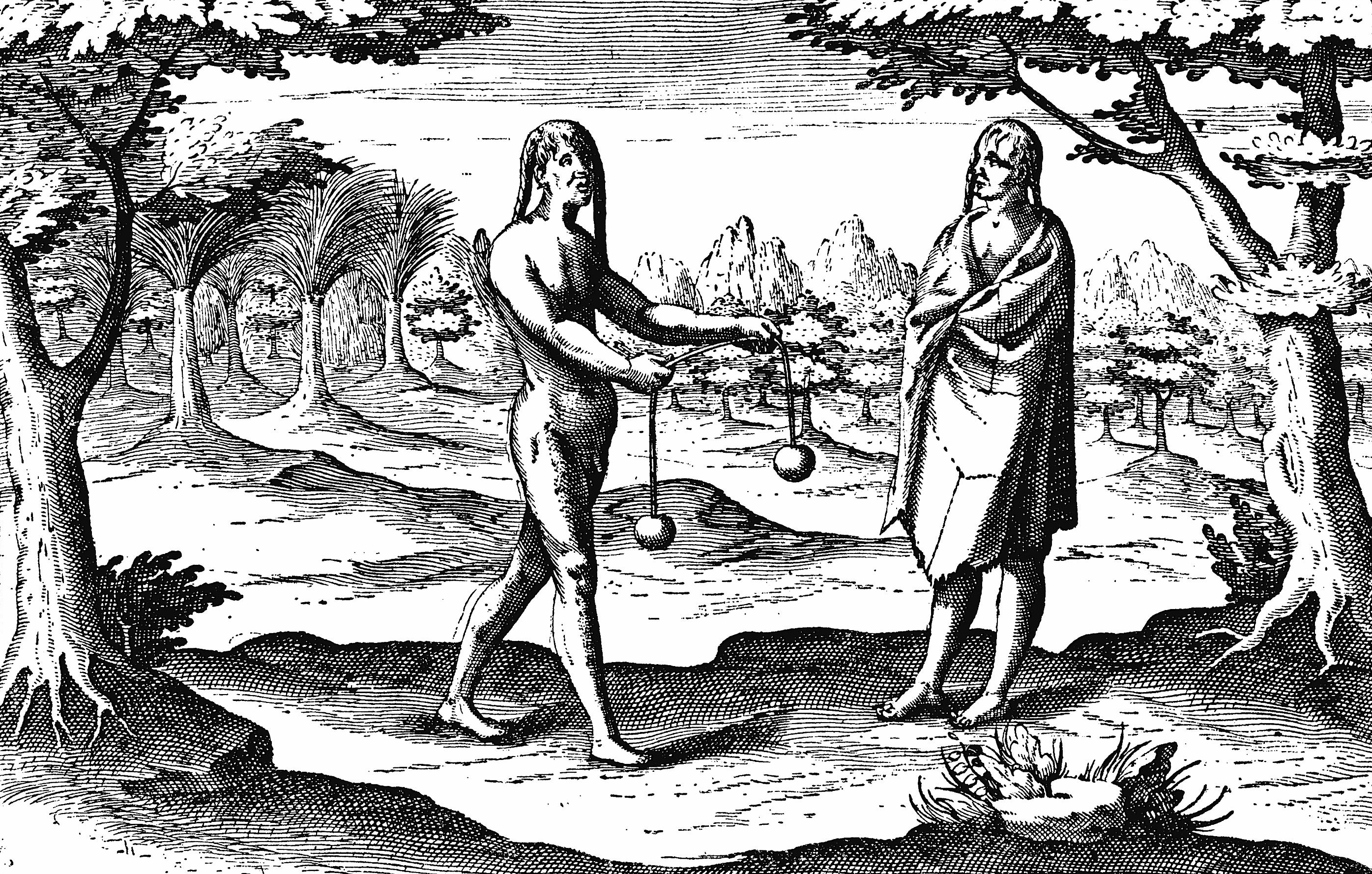
Уругвайські індіанці. Малюнок з газети Гендрік Оррсен, 1603 рік.

У доколоніальну епоху лівий (східний) берег річки Уругвай і північне узбережжя річки або естуарія Ла-Плата населяли войовничі племена індіанців чарруа, які вели напівкочовий спосіб життя та раніше були відтиснені з півночі племенами гуарані.
Європейці проникли сюди в 16 столітті. Першими тут з'явилися іспанці, що досягли Уругваю в 1515 році та назвали цю територію Східним Берегом річки Уругвай, проте вони не зуміли закріпитися і створити постійні поселення. Завезені ними рогата худоба і коні здійснили істотний вплив як на навколишнє середовище, так і на побут корінного населення — індіанці навчилися майстерно управлятися з кіньми, здичавілі стада давали їм засоби для існування. Проте поступово чисельність індіанців убувала; частина їх загинула від віспи та інших хвороб, занесених іспанцями, частина залишила ці місця, рятуючись від загонів португальців, що полювали за рабами. Останні групи індіанців чарруа були перебиті уругвайськими урядовими військами при Сальсіпуедесі. У 19-20 століттях переважну більшість жителів Уругваю складали нащадки європейців, і лише незначне число мало домішку індіанської крові.
У 1680 році португальці побудували на лівому березі річки Ла-Плата, навпроти Буенос-Айреса, місто-фортецю Колонія-дель-Сакраменто; цей форт використовувався португальцями і англійцями як база контрабандистів, що нелегально ввозили товари в Буенос-Айрес. Для боротьби з контрабандною торгівлею іспанці в 1726 році заснували фортецю Монтевідео біля входу в затоку, і спробували контролювати обидва береги Ла-Плати. Східний берег неодноразово переходив з рук в руки, поки, нарешті, в 1750 році не був остаточно закріплений за Іспанією. У 1776 році він увійшов до складу віце-королівства Ріо-де-ла-Плата.
У 18 столітті пампаси (степи) із своєю багатою природною рослинністю і велика кількість здичавілої худоби привернули в цей район нових поселенців; Іспанія сприяла колонізації, сподіваючись надати протидію претензіям португальців і англійців. Іспанські колоніальні власті в кінці 18 століття заохочували створення великих скотарських господарств (естансій). В кінці колоніального періоду (близько 1800 року) чисельність населення провінції Східний Берег становила близько 30 тис. чоловік, третина з них проживала в Монтевідео. Вищі класи столичного суспільства складали землевласники, купці, фінансисти і вищі урядовці, в більшості своїй вихідці з Каталонії, Країни басків або з Канарських островів, що не мали особливо тісних зв'язків з королівським двором в Кастилії. Тут же жили торговці, військові, чиновники середнього і нижчого рівня, ремісники; біля третини міського населення становили вивезені з Африки раби. Поступово між Монтевідео і столицею віце-королівства Буенос-Айресом виникло суперництво, багато жителів провінції прониклися неприязню до столичної влади.

## Незалежність

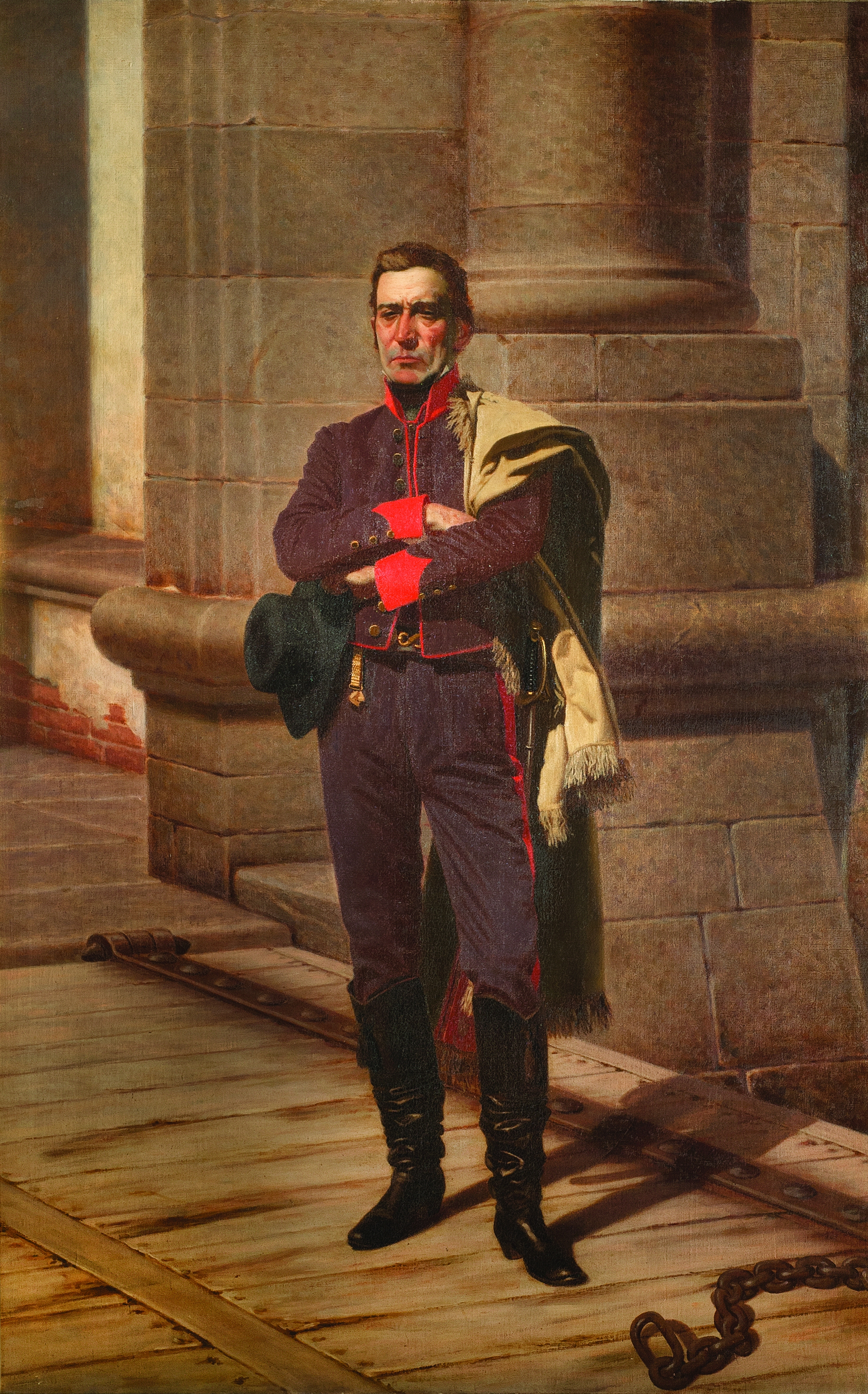
Хосе Гервасіо Артігас (картина Бланеса, 1884)

Коли в 1808 році Наполеон окуповував Іспанію, уряд Буенос-Айреса оголосив незалежність всього віце-королівства. Монтевідео зберіг лояльність до метрополії, що сприяло розпалюванню ворожнечі між цими двома містами. Проте сільські жителі Східного Берега підтримували борця за незалежність Хосе Гервасіо Артігаса (1764—1850), який з 1810 по 1820 очолював боротьбу проти Буенос-Айреса.
Спочатку Артігас і його прихильники виступали за входження країни як автономної провінції у федерацію, яка повинна була замінити колишнє віце-королівство Ріо-де-Ла-Плата, але потім стали добиватися повної незалежності Уругваю від Буенос-Айреса. Здійсненню цих планів перешкодила те, що в 1816 році (з мовчазної згоди уряду Буенос-Айреса) почалася бразильська інтервенція. Опинившись в пастці між арміями Аргентини і Бразилії, Артігас в 1820 році втік до Парагваю, де провів в безвісти залишок життя. До 1821 року Уругвай був перетворений на провінцію Сисплатина Сполученого королівства Португалії і Бразилії. Після проголошення незалежності Бразилії, в 1824 році він був формально приєднаний до Бразильської імперії та залишався її частиною до 1828 року.

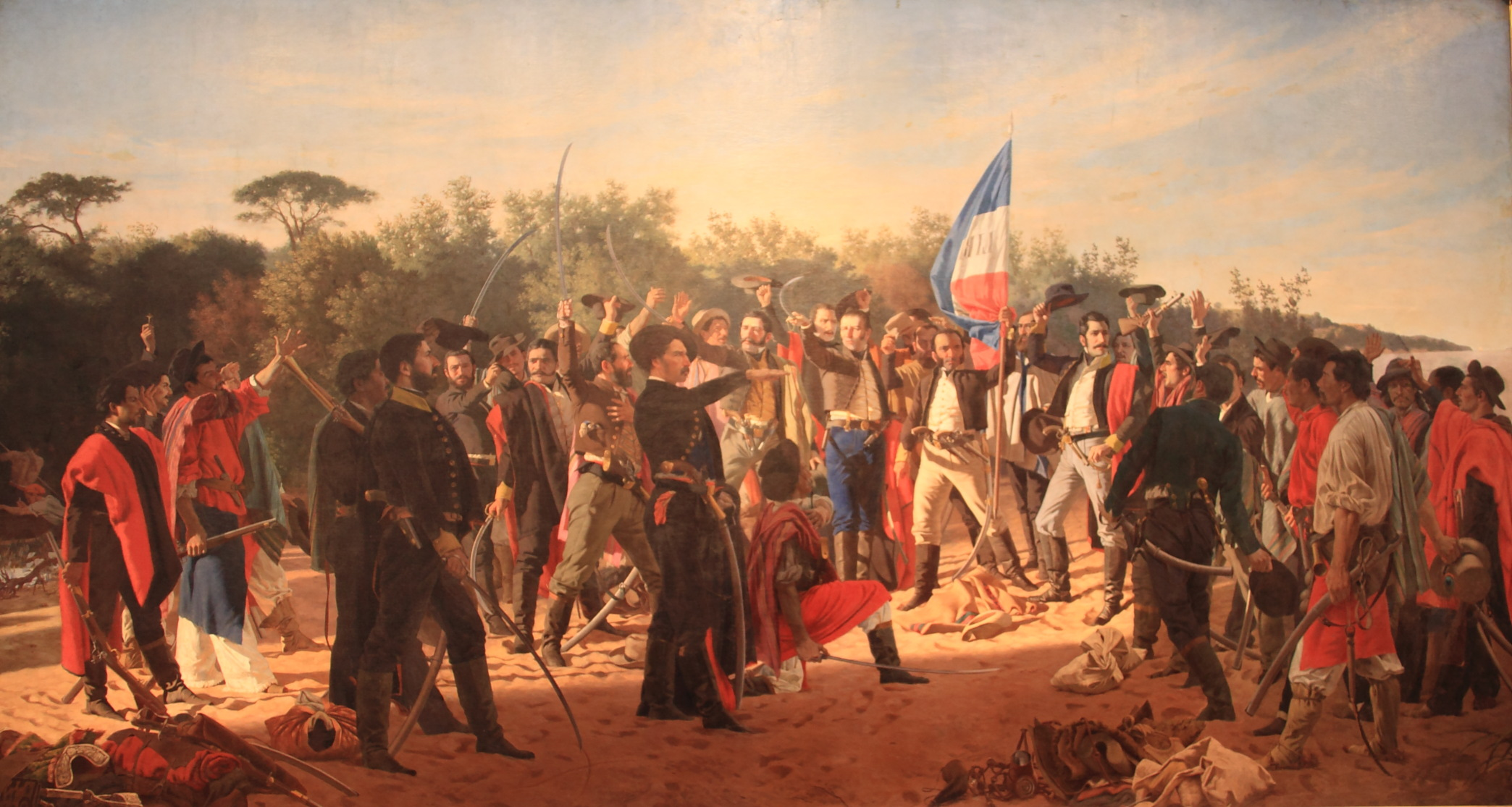
Клятва «Тридцяти трьох зі Сходу». Бланес, 1877

У 1825 році відношення Аргентини до Уругваю змінилося, і вона заявила нові претензії на уругвайську територію. У квітні 1825 року до Уругваю з Буенос-Айреса повернулася група уругвайських патріотів (що увійшли до історії країни під ім'ям «тридцяти трьох безсмертних» або «тридцяти трьох зі сходу»), яких очолював Хуан Антоніо Лавальеха, колишній помічник Артігаса. Під його керівництвом почалося повстання проти влади Бразилії. 25 серпня 1825 Народна асамблея провінції Східний Берег проголосила Уругвай незалежним, проте потім оголосила про союз з іншими провінціями Аргентини. Аргентина виступила на стороні Уругваю, пославши йому в допомогу війська, що привело до трирічної війни між Аргентиною і Бразилією. Як Бразилія, так і Аргентина, понесли через війну значні збитки, і не мали змоги продовжувати бойові дії. У 1828 році між цими країнами за посередництва Великої Британії був укладений мирний договір, відповідно до якого обидві країни відмовлялися від домагань на територію Уругваю і гарантували його незалежність. У 1828 була створена Східна Республіка Уругвай, якій була уготована роль буферної держави між Аргентиною і Бразилією. У 1830 Засновницька асамблея прийняла першу конституцію країни, яка діяла до 1917 року.

## Громадянські війни 19 століття

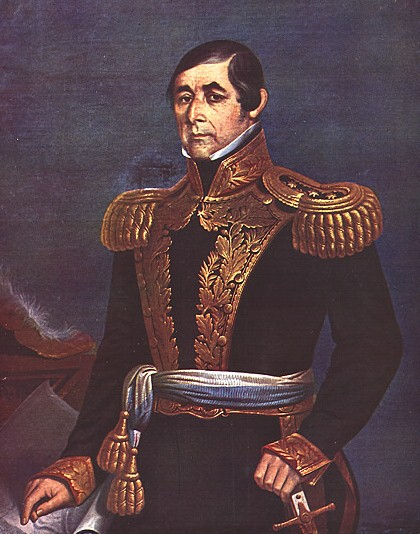
Хосе Фруктуосо Рівера

Не зважаючи на проголошену незалежність, Уругвай ніколи не був вільний від впливу своїх сусідів. Впродовж більшої частини 19 століття, до початку 1870-х років, лідери окремих груп (каудільо), що ворогували між собою, зверталися за допомогою то до Аргентини, то до Бразилії, і в результаті в країні раз у раз спалахували громадянські війни. Прихильники Хосе Фруктуосо Рівери, першого президента країни (1830—1834), зазвичай зверталися за допомогою до Бразилії, а послідовники другого президента, Мануеля Орібе, — до Аргентини. Зовнішньою ознакою перших були червоні (ісп. colorado — «колорадо» або «кольорові») пов'язки на капелюхах, а других — білі (ісп. blanco — «бланко» або «білі»); саме з цих угрупувань виникли партії «Бланко» (пізніше «Національна партія») і «Колорадо». Спочатку політичний напрямок кожної з цих партій визначався в першу чергу особою і політичними пристрастями їх засновників, проте надалі партія «Колорадо» стала виражати погляди лібералів 19 століття, тоді як члени партії «Бланко» традиційно стояли на консервативних позиціях.

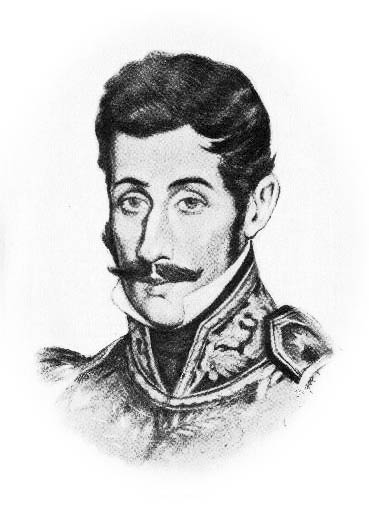
Мануель Орібе

З 1836 до 1852 року Уругвай неодноразово піддавався вторгненням аргентинських військ на чолі з аргентинським диктатором Хуаном Мануелем де Росасом. Росас допоміг «Бланко» здійснити блокаду Монтевідео в період з 1843 до 1852 року. Епізодично у війні брали участь військово-морські сили Англії і Франції, що блокували Буенос-Айрес. Це допомогло Монтевідео витримати облогу і блокаду, та протягом 9 років не припиняти опору, в якому брав участь і італійський революціонер Джузеппе Гарібальді. У 1852 році, протягом так званої Війни проти Орібе і Росаса, Бразилія, аргентинські повстанці і уругвайська партія «Колорадо» повалили Росаса, усунувши тим самим серйозну загрозу незалежності Уругвая.
У так званій Війні Потрійного Альянсу (1865—1870) Аргентина, Бразилія і Уругвай виступили проти Парагвая, який намагався створити «Великий Парагвай» та утвердити свій вплив зокрема і в Уругваї. Хоча союзники виграли війну, обидві сторони понесли важкі втрати.

В Уругваї запеклі зіткнення між «Бланко» і «Колорадо» продовжувалися до 1872 року, поки, нарешті, вони не прийшли до угоди про розмежування сфер впливу.

## Зміцнення стабільності
Після війни 1865—1870 років військове втручання сусідніх країн поступово припинилося, а поліпшення політичного клімату в країні в результаті угоди між партіями створило умови для прогресу в соціальній і економічній сферах. Проте, до 1880 року активному заселенню внутрішньої частини країни, як і реалізації її сільськогосподарського потенціалу, перешкоджали військові дії, що неодноразово поновлювалися між конкуруючими партіями, і відсутність чітких законів.
Останні десятиліття 19 століття пройшли відносно мирно. В цей час на політичній сцені з'явився Хосе Батьє і Ордоньєс, син колишнього президента. Його кар'єра як політичного діяча почалася в партії «Колорадо». Він заснував газету «Діа» («День»), що існує до цього дня, і виступав за те, щоб політичні партії були засновані на певних принципах, а не були об'єднаннями прихильників певної особи.
Цей мирний період був перерваний вбивством президента Хуана Ідіарте Борда в 1897 році. Після цього вбивства «Бланко» і «Колорадо» уклали ще одну угоду, яка істотно обмежувала сферу впливу «Бланко». Після 1880 року зріс притік європейських іммігрантів, яких привертала перспектива мирного життя і родючі ґрунти Уругваю. Більшість іммігрантів розділяли ліберальні ідеї «Колорадо».
Перемога Батьє і Ордоньєса на президентських виборах 1903 року викликала у «Бланко» побоювання, що партія «Колорадо», яка тепер мала в своєму розпорядженні переважну більшість голосів, може відмовитися від дотримання умов угоди. Громадянська війна, що почалася згодом, остання в історії Уругваю, закінчилася поразкою «Бланко». Новий уряд анулював міжпартійну угоду, проте бланкісти отримали амністію.
До кінця 19 століття у країні спостерігалося економічний ріст, викликаний успіхами в розведенні великої рогатої худоби і овець. Головними статтями експорту Уругваю в багато країн стало м'ясо, шерсть і шкіра. Розвиток в період 1870—1890 великих скотарських господарств — естансий — привів до поліпшення якості поголів'я худоби і звів нанівець роль скотарів-гаучо, які колись кочували з своїми стадами уругвайськими преріями.

## Початок політичних і соціальних реформ
Батьє і Ордоньєс, що двічі займав пост президента (у 1903—1907 і 1911—1915 роках) використовував своє перебування у влади для здійснення програми соціальних, політичних і економічних реформ. Він виступав за те, щоб замінити одноосібну владу президента колегіальною — виконавчим комітетом з дев'яти членів, обґрунтовуючи це тим, що у президента може виникнути спокуса стати диктатором. Проте цю пропозицію зустріла сильна протидія; в результаті було ухвалено компромісне рішення, відображене в конституції 1917 року. Передбачалося створення ради з 9 членів, яка здійснювала велику частину адміністративних функцій, залишаючи за президентом вирішення питань зовнішньої політики і оборони, а також підтримку порядку усередині країни.
Програма президента включала створення численних державних компаній, зокрема монополій; здійснення програм пенсійного забезпечення, охорони здоров'я і медичної допомоги; введення безкоштовної освіти і розробку всеосяжного трудового законодавства. Велика частина положень цієї програми була здійснена наступниками Батьє і Ордоньєса, серед яких були президенти Фелісіано Вієра (1915—1919), Бальтасар Брум (1919—1923), Хосе Серрато (1923—1927) і Хуан Кампістегі (1927—1931).

## Диктатура
Економічні проблеми, пов'язані з світовою економічною кризою 1929 року, змусили уряд перейти до режиму економії. У тому ж році помер Батьє і Ордоньєс. У 1933 році президент Габріель Терра за підтримки лідера партії «Бланко» Луїса Альберто де Еррери розпустив парламент, здійснивши безкровний державний переворот. Терра і Еррера управляли спільно, встановивши свого роду «м'яку диктатуру» і роздавши всі урядові пости і вигідні посади своїм прихильникам. У 1934 році була прийнята нова конституція, яка узаконила положення, що склалося у країні, та різко обмежила свободу особи.
Початок повернення до ліберального уряду був покладений в 1938 році обранням на пост президента генерала Альфредо Бальдоміра, видатного діяча «Колорадо». У 1942 році була прийнята нова конституція, яка затверджувала президентську владу, забороняла партійні привілеї і повністю відновлювала цивільні свободи. «Колорадо» перемогли і на виборах 1946 року, проте вибраний тоді президент Томас Беррета помер через п'ять місяців після обрання. На посаду вступив віце-президент Луїс Конрадо Батьє Беррес, що залишався на ній до кінця президентського терміну в 1951 році. Весь цей час уряд дотримувався консервативного курсу, хоча офіційно проголошував лінію на закріплення соціальних реформ, початих Батьє і Ордоньєсом та його наступниками.

## Відновлення Національної урядової ради
Оскільки на президентських виборах 1950 року кандидати, висунуті партією «Колорадо», отримали в сукупності більше голосів, ніж будь-яка інша партія, президентом став Андрес Мартінес Труеба, що лідирував в списку «Колорадо» за числом поданих за нього голосів (не зважаючи на те, що особисто він отримав голосів менше, ніж кандидат «Бланко» Еррера); він вступив на посаду в 1951 році. Мартінес Труеба виступав за відродження Національної урядової ради, спочатку створеної за пропозицією Батьє і Ордоньєса. Хоча Еррера завжди був проти відновлення Ради, він був готовий піти на угоду з Мартінесом Труебою, за тієї умови, що його партії буде повернений статус, гарантований конституцією 1934 року. Конституція 1951 року, проти якої виступала опозиція на чолі з Луїсом Батьє Берресом, була прийнята незначною більшістю голосів і вступила в дію в березні 1952 року.
Вибори 1958 принесли перемогу «Бланко» (вперше з 1865 року). Проте, в квітні 1959 року Еррера помер, і партія залишилася без лідера. «Бланко» прийшли до влади, не маючи конкретних планів, і минуло дев'ять місяців, перш ніж уряд зміг почати економічні реформи. Після другої перемоги «Бланко» в 1962 році посилилася фракційна роздрібненість, що затримало ухвалення найважливіших законодавчих актів.

## Відновлення президентського правління
Вибори 1966 року повернули до влади партію «Колорадо». В той же час виборці проголосували за відміну системи рад у виконавчій владі та відновлення інституту президентського правління, і вибрали на цей пост генерала Оскара Даніеля Гестідо, який приступив до виконання своїх обов'язків 1 березня 1967 року. У грудні 1967 Гестідо помер, і його змінив віце-президент Хорхе Пачеко Ареко.
Намагаючись зупинити інфляцію, Пачеко негайно ввів контроль за заробітною платою і цінами. Цей захід викликав спалахи протесту в робітничому середовищі, для придушення яких президент двічі вводив надзвичайний стан — в червні 1968 році і в червні 1969. У містах почалися озброєні виступи підпільної групи студентів, що прийняла назву «Тупамарос» (на ім'я Тупака Амару II, що очолив в Перу індіанське повстання проти іспанців в 1780—1783 роках). Ця група викрала ряд іноземних дипломатів і бізнесменів (пізніше звільнивши їх без викупу), пограбувала декілька банків, звільнила деяких політичних ув'язнених і зробила серію вбивств поліцейських чинів. Партизанські дії продовжувалися до 1971 року і були припинені напередодні виборів.
Основна боротьба на виборах, що відбулися в листопаді 1971 року, розвернулася навколо питання про економічну реформу. Партії лівого крила, включаючи християнських демократів, комуністів, соціалістів, організацію, представляючу «Тупамарос», а також ліві фракції двох основних партій, об'єдналися, створивши коаліцію Широкий фронт. Діячі Широкого фронту, що були надхнуті перемогою блоку Народна Єдність і її лідера Сальвадора Альєнде в Чилі, сподівалися здійснити глибокі соціальні і економічні зміни в Уругваї, в першу чергу аграрну реформу і націоналізацію банків. Проте на виборах Широкий фронт отримав тільки 20 % голосів; президентом був обраний кандидат від правої фракції «Колорадо» Хуан Марія Бордаберрі. З самого початку Бордаберрі довелося зіткнутися із страйками і партизанськими діями «Тупамарос», що поновилися після виборів. Було припинено дію конституційних гарантій, і армія почала вести військові дії проти «Тупамарос». В цілому акції проти повстанців виявилися успішними, що надало політичної ваги армії; у лютому 1973 вищі армійські чини разом з командуванням ВМФ і ВВС зажадали створення військової ради національної безпеки для здійснення контролю над адміністрацією. Незабаром президент розпустив законодавчий орган влади — Генеральну асамблею. У 1976 році армія змусила Бордаберрі піти з поста президента і висунули на його місце Апарісіо Мендеса, який заборонив політичну діяльність.
У 1981 році військові призначили президентом генерала Грегоріо Конрадо Армельіно Альвареса і відмінили заборону на політичну діяльність. Протягом подальших трьох років опозиція режиму виявлялася все більш відкрито; кульмінацією з'явилася демонстрація протесту в Монтевідео в листопаді 1983 року, в якій взяли участь 400 тис. чоловік, і загальний страйк в січні 1984 року. Врешті-решт військові, що опинилися в ізоляції після падіння військового режиму в Аргентині, погодилися на проведення виборів і відновлення цивільного правління.
Вибори відбулися в листопаді 1984 року. Переміг кандидат від помірно-лівої фракції «Колорадо» Хуліо Сангінетті, що вступив на посаду президента в березні 1985 року і негайно звільнив всіх політичних ув'язнених. У грудні 1986 року він підписав закон, підготовлений спільно «Бланко» і «Колорадо» і прийнятий Генеральною асамблеєю, який оголошував амністію всім поліцейським і військовим що брали участь в політичних вбивствах і арештах в період 1973—1985 близько 5000 громадян. Широкий фронт і «Тупамарос» запропонували винести це питання на загальнонаціональний референдум і зібрали під петицією з вимогою референдуму 634 тис. підписів, тобто істотно більше потрібних 25 % електорату. Референдум відбувся в квітні 1989; у підтримку закону про амністію висловилося 57 %, проти — 43 %. Показові результати референдуму в Монтевідео, що відображають глибоке розшарування суспільства: 55 % проголосувало за відміну закону, серед виборців молодше 29 років «проти» проголосувало 75 %.

## Сучасний Уругвай

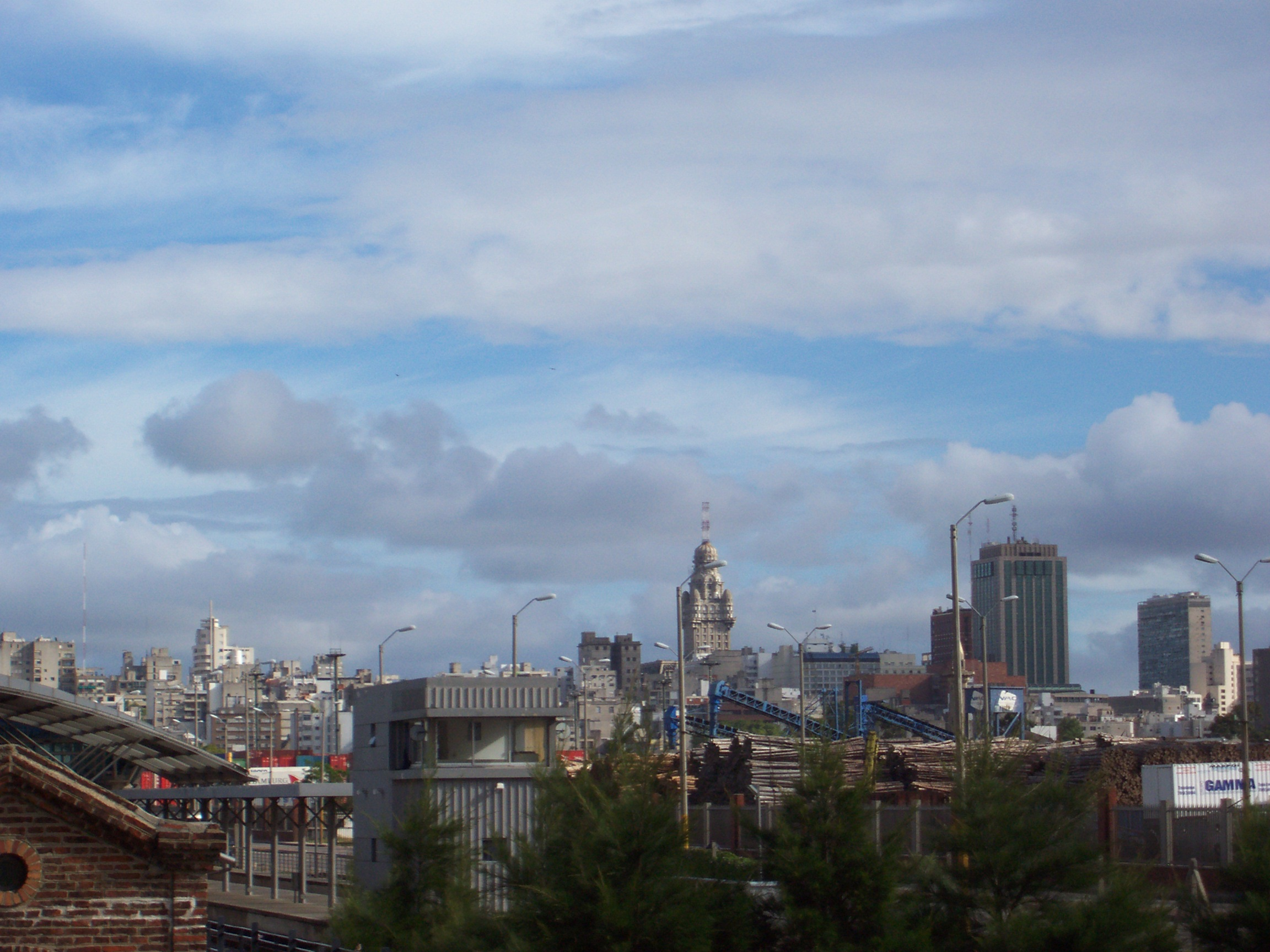
Сучасний Монтевідео

Протягом всього президентського терміну Хуліо Сангінетті на стані економіки позначався величезний зовнішній борг, що становив в 1989 році 6,3 млрд дол. США, інфляція трималася на рівні близько 74 % в рік. До 20 тис. уругвайців, головним чином молоді, щорічно залишали країну у пошуках роботи.
На президентських виборах в листопаді 1989 переміг кандидат від правого крила «Бланко» Луїс Альберто Лакальє де Еррера. Створений ним коаліційний уряд (куди він запропонував увійти чотирьом членам партії «Колорадо») проводив політику обмеження прав профспілок, приватизацію підприємств держсектору, залучення іноземних інвестицій і боротьби з контрабандою, для чого пропонувалося створення зони вільної торгівлі, що включає Аргентину, Бразилію і Парагвай. Проте ця політика зіткнулася з енергійною протидією опозиції. Зокрема, на виборах мера Монтевідео переміг кандидат Широкого фронту, і цій же лівій коаліції вдалося отримати більшість місць в муніципальній раді. У 1992 супротивникам приватизації вдалося добитися референдуму з питання про продаж державних підприємств у сфері обслуговування. В ході референдуму 72 % учасників висловилися проти приватизації, підтвердивши курс лібералів на збереження державного контролю в цій сфері. Проте, Лакальє де Еррера провів важливі реформи по реструктуризації економіки і лібералізації торгівлі, результатом яких став значний економічний підйом.
На виборах в листопаді 1994 року перемогла партія «Колорадо», і її кандидат Хуліо Сангінетті 1 березня 1995 повторно став президентом країни. Сангінетті продовжив політику економічних реформ і зміцнення торгових зв'язків Уругваю з країнами Меркосур, членом якого Уругвай став в 1991 році.

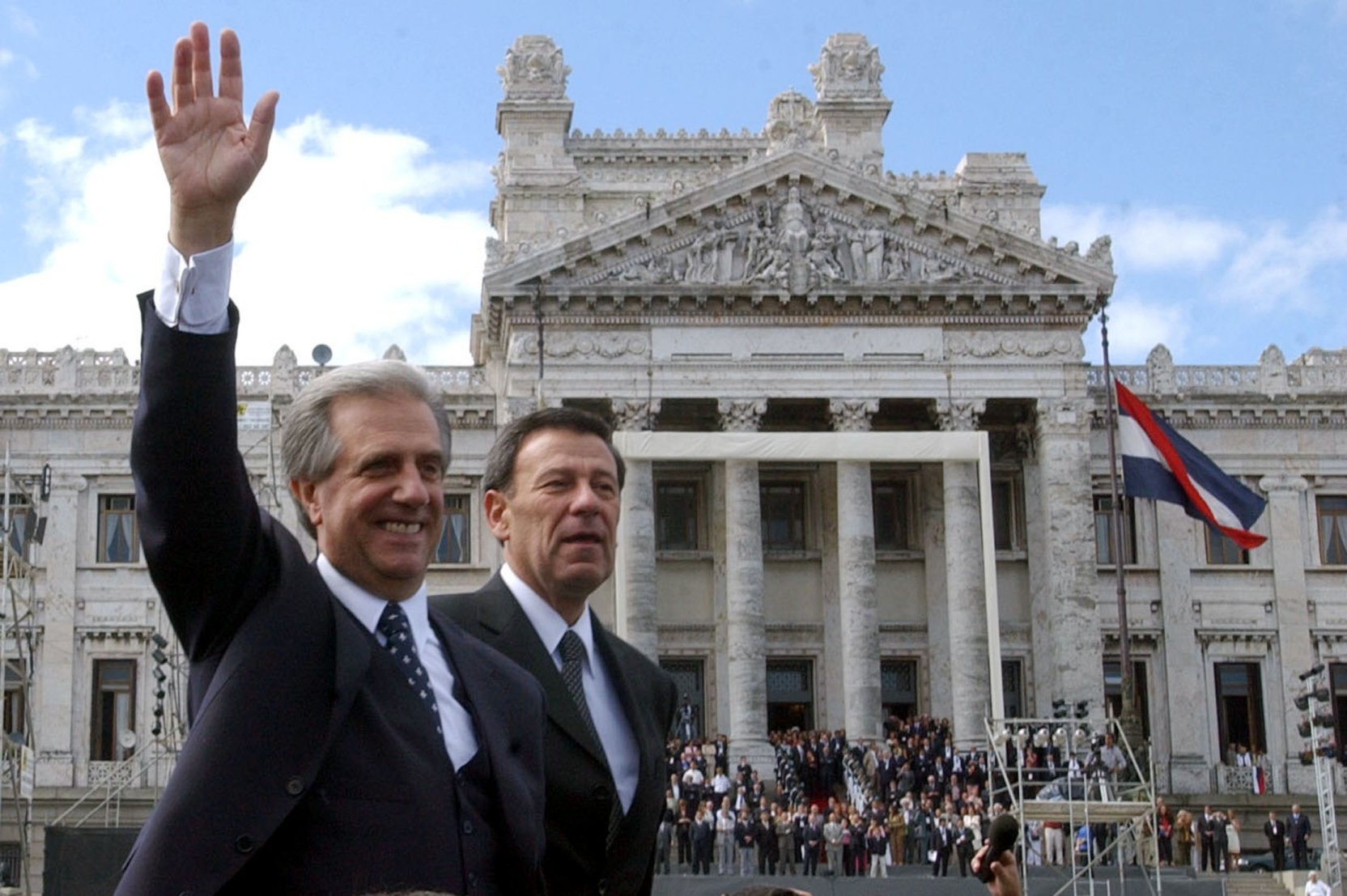
Президент Табаре Васкес та віце-президент Родольфо Нін Новоа перед будівлею парламенту («Паласіо Легіслатіво»).

Національні вибори 1999 року пройшли за новою виборчою системою, встановленою поправкою до конституції 1996 року. На першому турі виборів в квітні було обрано по одному кандидату від кожної партії, а вибори 31 жовтня визначили депутатів парламенту. Оскільки ні один кандидат в президенти не отримав більшості на жовтневих виборах, в листопаді був проведений ще один тур. На останньому турі, кандидат від партії «Колорадо» Хорхе Ватьє, якого підтримали «Бланко», завдав поразки кандидату від Широкого фронту Табаре Васкесу.
Партії «Колорадо» і «Бранко» відновили коаліцію в парламенті, оскільки жодна партія не досягала результату у 40 % місць у кожній з палат, який мав Широкий фронт. Формальна коаліція закінчилася в листопаді 2002 року, коли «Бланко» відізвали своїх міністрів з кабінету, хоча вони й продовжили підтримувати «Колорадо» стосовно більшості питань.
П'ятирічний термін Барьєса був відмічений економічним спадом і невпевненістю, що почався девальвацією бразильського реала у 1999 році, та продовжився із спалахами ящура на уругвайських фермах рогатої худоби в 2001 році, і знову посилився з політичним і економічним крахом аргентинського уряду. Безробіття підвищилося до 20 %, реальні заробітні плати впали, песо був девальвований, а відсоток уругвайців за межею бідності досяг 40 %.
Це погіршення економічного стану зіграло значну роль в зміні громадської думки, що повернулася проти економічної політики вільного ринку, яку проводила адміністрація Батьєса і його попередників. В результаті більшість населення висловилося проти приватизації державної нафтової компанії в 2003 році та державної водопроводної компанії в 2004. У 2004 році лідер Широкого фронту Табаре Васкес був обраний президентом країни, а сам Широкий фронт отримав більшість в обох палатах парламенту. Хоча новий уряд і зобов'язався продовжувати державні платежі, основною ціллю він поставив боротьбу з бідністю та безробіттям.